# José de Jesús Muñoz Capilla
José de Jesús Muñoz Capilla (Córdoba, 29 de junio de 1771 - ibid., 29 de febreri de 1840) fue un religioso, botánico, gramático y escritor español.

## Biografía
José de Jesús Muñoz Capilla ingresó en la Orden de los Agustinos y se distinguió por sus variados conocimientos en Teología, Historia, Botánica y otras ciencias.
Fue amigo y corresponsal de La Gasca y herborizó particularmente en la Sierra de Segura durante la Guerra de Independencia Española (1808-1813), y después en la Sierra de Córdoba, como lo acredita un herbario que dejó y poseía a mediados del siglo XIX un farmacéutico de la ciudad citada.
De carácter liberal, José de Jesús Muñoz Capilla impugnó sin embargo la obra Origine de tous les Cultes, ou la Religion universelle de Charles-François Dupuis, un miembro de la Academia de las inscripciones y lenguas antiguas de Francia, con su Tratado del verdadero origen de la religión y sus principales épocas: en que se impugna la obra de Dupuis..., Madrid: Espinosa, 1828, 2 vols.

## Obra
- Arte de escribir, Valladolid, 1884.
- Gramática filosófica de lengua española, Madrid: J. Espinosa, 1831.
- La Florida:..., Madrid: D.M. de Burgos, 1836.
- Sermones, 2 tomos en 4.º
- Otras